# Авіаційна медицина
Авіаційна медицина — галузь медицини, в завдання якої входить:
- забезпечення медичного відбору осіб, придатних для льотної служби в яку входять: пілоти, штурмани, бортрадисти, бортінженери і бортпровідники, тобто стюарди і стюардеси
- забезпечення нормальних умов життєдіяльності для членів екіпажів і пасажирів під час польоту .

## Історія
Народилося поняття ще в XIX столітті, коли почався інтенсивний розвиток повітроплавання, але спочатку авіаційна медицина трохи поступалася іншим галузям медицини через те, що галузь тільки-тільки навчилася вивчати несприятливі фактори — перепади барометричного тиску і зниження вмісту кисню в навколишній атмосфері, а також усувати несприятливі наслідки на організм людини. Лише в XX столітті, коли з'явилася авіація, галузь медицини запрацювала на повну потужність. 

Авіаційна медицина об'єднує в собі наступні розділи:
- авіаційну фізіологію, яка вивчає фактори польоту на організм людини;
- авіаційну гігієну, яка вивчає вплив умов середовища в польоті на організм людини;
- авіаційну психологію, яка вивчає психологічну реакцію людини при навчанні льотній справі і в умовах різних польотів
- лікарську експертизу льотного складу, яка розробляє нормативи для відбору і повторного огляду льотного складу.